# Monster
Monster — шведський ска-панк гурт зі Стокгольму, створений у 1994 році.
Засновники гурту —  Андерс Вендін і Віктор Бробаке.
Оригінальна назва гурту була Monster rock.
Вони випустили два альбоми, Rockers Delight (1997) та Gone Gone Gone/A Bash Dem (1999) і кілька мініальбомів.
Гурт гастролював разом з іншими гуртами, наприклад, з The Hives.
Згодом гурт Monster підписав контракт з лейблом MVG Records.
Гурт Monster розпався після фестивалю Hultsfredsfestivalen у 2000 році. 
Андерс Вендін так виправдовував розрив: «Ви досягаєте моменту, коли без будь-яких особливих причин розумієте, що настав час. Ми хочемо розійтися, коли все ще відчуваємо, що ми хороший гурт».
Андерс Вендін (Anders Wendin), зараз має сольний проект під назвою Moneybrother, інші учасники гурту приєднались до гурту The Concretes. 

## Склад гурту
- Андерс Вендін (Anders Wendin) — вокал,
- Віктор Бробаке (Viktor Brobacke) — тромбон, вокал,
- Гленн Санделл (Glenn Sundell) — барабани,
- Крістофер Рот (Christoffer Roth) — бас,
- Пер Ністрем (Per Nyström) — орган,
- Густав Бендт (Gustav Bendt) — саксофон.

## Дискографія
Студійні альбоми
- 1997 — Rockers Delight
- 1999 — Gone, Gone, Gone/A Bash Dem

Збірний альбом
- 1998 — A Brief History of Monster

Мініальбоми
- 199 — Honour Your Friends
- 1996 — Looking for a Fight

Сингли
- 1996 — "Debbie"
- 1997 — "Girls Just Wanna Have Fun"
- 1997 — "You'll Be Sorry"
- 1999 — "Ain't Getting Nowhere"
- 1999 — "Choose Me Again"

Відео
- 1999 — Flames Still Burns (innehåller musikvideorna för "You'll Be Sorry" och "Longest Line")